# Folmer Bendtsen (dokumentarfilm)
Folmer Bendtsen er en dansk portrætfilm fra 1957 instrueret af Kristian Begtorp.

## Handling
Maleren Folmer Bendtsen (1907-1993) finder sine foretrukne motiver på det yderste Nørrebro og viser, hvordan indtrykkene samles på lærredet hjemme i atelieret. Filmen giver endvidere indtryk fra hans motivverden i Sydhavnen og Vesterbros baggårde.

## Medvirkende
- Folmer Bendtsen